# Izabella Galicka
Izabella Karolina Galicka (ur. 18 lutego 1931 w Warszawie, zm. 1 listopada 2019 tamże) – polska historyk sztuki, nauczyciel akademicki i działaczka społeczna.

## Życiorys

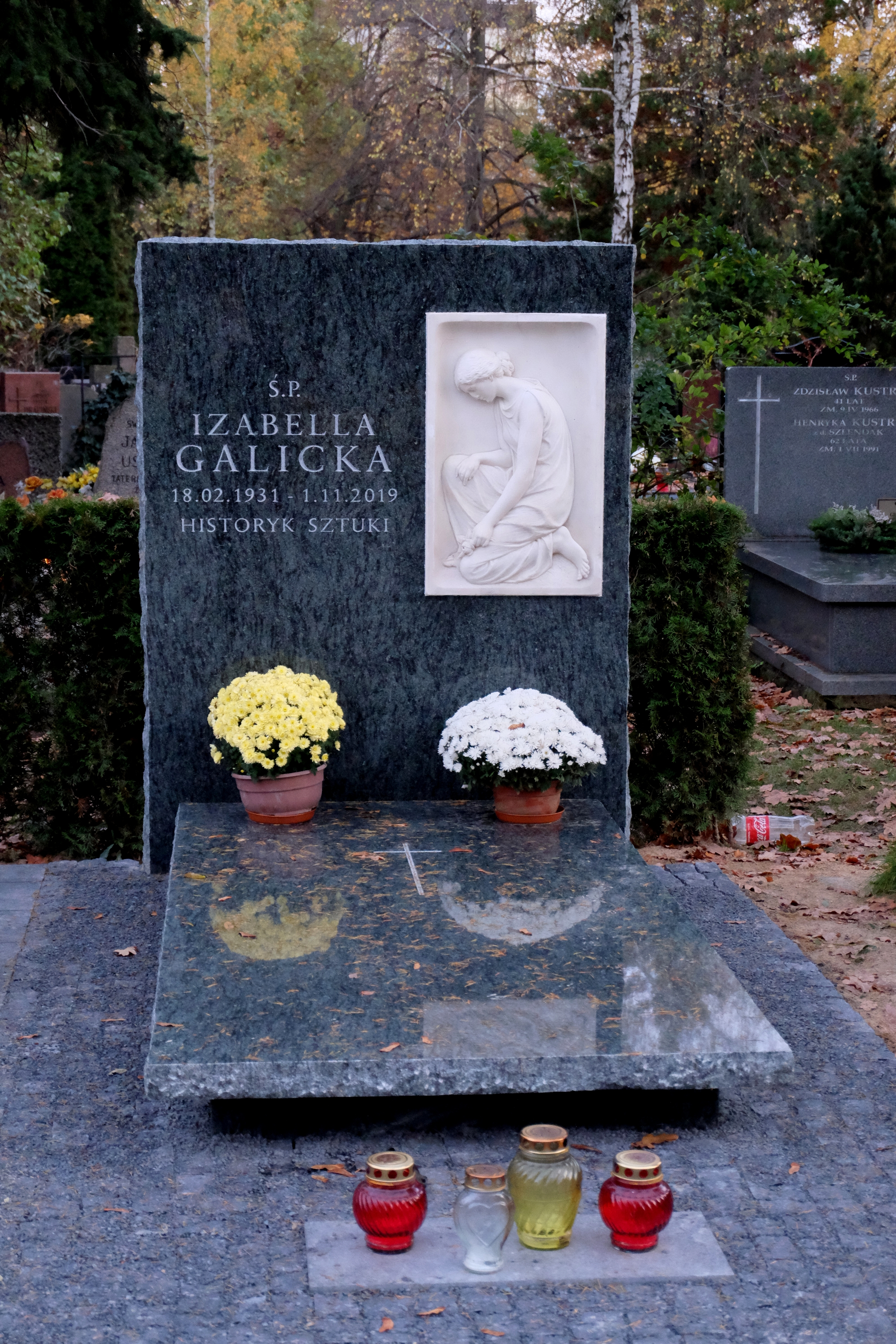
Grób Izabelli Galickiej na Cmentarzu Wojskowym na Powązkach w Warszawie

Ukończyła gimnazjum w Gostyninie, a następnie XVI Liceum Ogólnokształcące im. Stefanii Sempołowskiej w Warszawie. W latach 1947–1952 studiowała w Konserwatorium Warszawskim. Ukończyła studia z historii sztuki na Uniwersytecie Warszawskim, gdzie obroniła pracę magisterską Renesansowa rzeźba epitafijna Lubelszczyzny. W 1969 obroniła pracę doktorską Świeckie budownictwo obronne w dzielnicy Janusza Starszego Mazowieckiego.
W latach 1955–1961 pracowała w Dziale Dokumentacji Naukowej Pracowni Konserwacji Zabytków, a od 1962 do 1991 była pracownikiem naukowym w Instytucie Sztuki Polskiej Akademii Nauk. Zajmowała się m.in. inwentaryzacją zabytków. W latach 1961–1991 była także redaktorem Katalogu Zabytków Sztuki w Polsce. Była autorką wielu opracowań, książek i artykułów naukowych z dziedziny historii sztuki, architektury i urbanistyki. Od 1992 wykładała historię sztuki w Europejskiej Akademii Sztuk. W 2017 została powołana w skład Rady Programowej Narodowego Instytutu Dziedzictwa.
W 1964 wraz z Hanną Sygietyńską-Kwoczyńską, w trakcie inwentaryzacji zabytków w Kosowie Lackim, odkryły na lokalnej plebanii obraz Ekstaza świętego Franciszka, którego autorstwo przypisały hiszpańskiemu malarzowi El Greco. Swoją tezę zawarły w artykule opublikowanym w 1966 w „Biuletynie Historii Sztuki”, była ona jednak kwestionowana. Sam artykuł wywołał poruszenie opinii publicznej. Tezę Galickiej i Sygietyńskiej podtrzymano w 1974, na podstawie badań prowadzonych pod kierunkiem prof. Bohdana Marconiego.
W 2010 weszła w skład Społecznego Warszawskiego Komitetu Poparcia Jarosława Kaczyńskiego jako kandydata w wyborach prezydenckich. Następnie była współzałożycielem powołanego przez jego członków Stowarzyszenia Polska Jest Najważniejsza. Weszła również w skład Kapituły Nagrody im. Jacka Maziarskiego.

## Odznaczenia i wyróżnienia
W 1975 została odznaczona Złotym Krzyżem Zasługi. W 2009, za wybitne zasługi w działalności na rzecz zachowania dziedzictwa narodowego, została odznaczona przez prezydenta RP Lecha Kaczyńskiego Krzyżem Oficerskim Orderu Odrodzenia Polski. W 2014 została wyróżniona „Aleksandrią”, honorową nagrodą Prezydenta Miasta Siedlce, zaś w 2015 uhonorowana tytułem Honorowy Obywatel Miasta Siedlce. Minister kultury i dziedzictwa narodowego Piotr Gliński w czerwcu 2017 uhonorował ją Doroczną Nagrodą MKiDN w kategorii ochrona dziedzictwa kulturowego, w 2017 odznaczył Srebrnym, a w październiku 2019 Złotym Medalem „Zasłużony Kulturze Gloria Artis”. W 2019 prezydent RP Andrzej Duda wręczył jej Medal Stulecia Odzyskanej Niepodległości.

## Życie prywatne
Była córką Idalii Jadwigi z domu Gieysztor – psycholog i pianistki oraz psychiatry Karola Mikulskiego, który w 1940 popełnił samobójstwo, aby nie dopuścić do śmierci swoich pacjentów z rąk okupantów hitlerowskich. W 2012 wystąpiła w poświęconym mu filmie dokumentalnym Śmierć psychiatry. Eugenika i totalitaryzm. Jej mężem był architekt Włodzimierz Galicki.
Pochowana w Alei Zasłużonych na cmentarzu Powązki Wojskowe w Warszawie (kwatera G-tuje-47).